# Dysphania spectabilis
Dysphania spectabilis är en fjärilsart som beskrevs av Walker 1864. Dysphania spectabilis ingår i släktet Dysphania och familjen mätare. Inga underarter finns listade i Catalogue of Life.